# Samuel Bradford Jones
Samuel Bradford Jones (9 février 1826 à Boston, État du Massachusetts et décédé le 3 novembre 1908 à Yonkers, État de New York) fut un brigadier-général de l'Union de l'armée de l'Union durant la Guerre de Sécession.
Il est enterré à Chatham, État de New York.

## Guerre de Sécession
Samuel Bradford Jones est nommé capitaine du 78th New York Volunteer Infantry le 2 janvier 1862.
Il est nommé lieutenant-colonel du 78th United States Colored Troops le 26 février 1863.
Le 22 septembre 1863, il prend le commandement de la 2nd brigade de la 2nd Division of the Corps d'Afrique du département du golfe.
Il est promu colonel le 10 décembre 1863 et reprend son commandement régimentaire.
Il est breveté brigadier général de volontaires le 13 mars 1865 pour services loyaux. Il quitte le service actif le 17 août 1865.